# Кит синій
Смугач великий або си́ній кит (Balaenoptera musculus) — вид ссавців родини смугачеві (Balaenopteridae), підряду китовидих, або «вусатих китів» (Mysticeti). Синій кит, можливо, найбільша тварина, яка коли-небудь існувала на Землі. Постраждав і далі потерпає через китобійний промисел, через що популяція синіх китів дуже мала.
Синій кит — типовий представник вусатих китів, він живиться планктоном. Має добре розвинений цідильний апарат, утворений пластинами китового вуса. Синій кит споживає переважно криль, рідше більших рачків, дрібну рибу і головоногих молюсків.
Виділяють три підвиди синього кита — північний, південний і карликовий, які незначно відрізняються за розміром і статурою. Іноді виділяють четвертий підвид — індійський синій кит. Перші два підвиди тяжіють до холодних навколо полярних вод, а третій трапляється переважно в тропічних морях. Спосіб життя всіх підвидів майже однаковий. Кити тримаються переважно поодинці, рідше невеликими групами, причому навіть у групах вони плавають розрізнено. Історичний ареал синього кита займав весь світовий океан, однак у наш час дуже розірваний. У порівнянні зі способом життя багатьох інших китоподібних, спосіб життя синього кита вивчений недостатньо.
З початку XX століття чисельність синього кита почала швидко знижуватися у зв'язку з безконтрольним промислом. Китобоїв привертав величезний розмір туші цієї тварини — від одного кита можна було отримати набагато більше жиру і м'яса, ніж від будь-якого іншого китоподібного. До 1960-х років синій кит був майже знищений і опинився на межі повного зникнення — 1963 року залишалося не більше 5000 особин. У наш час, попри вжиті заходи охорони, синій кит як і раніше дуже рідкісний — загальна чисельність не перевищує 10 000 особин, і для підтримки його стабільного поголів'я потрібні нові охоронні заходи. Основну загрозу для китів представляє антропогенний фактор, що виражається в порушенні їхнього звичного способу життя і забруднення морів. Повільне природне відтворення синіх китів також значно перешкоджає зростанню їхньої популяції.

## Опис

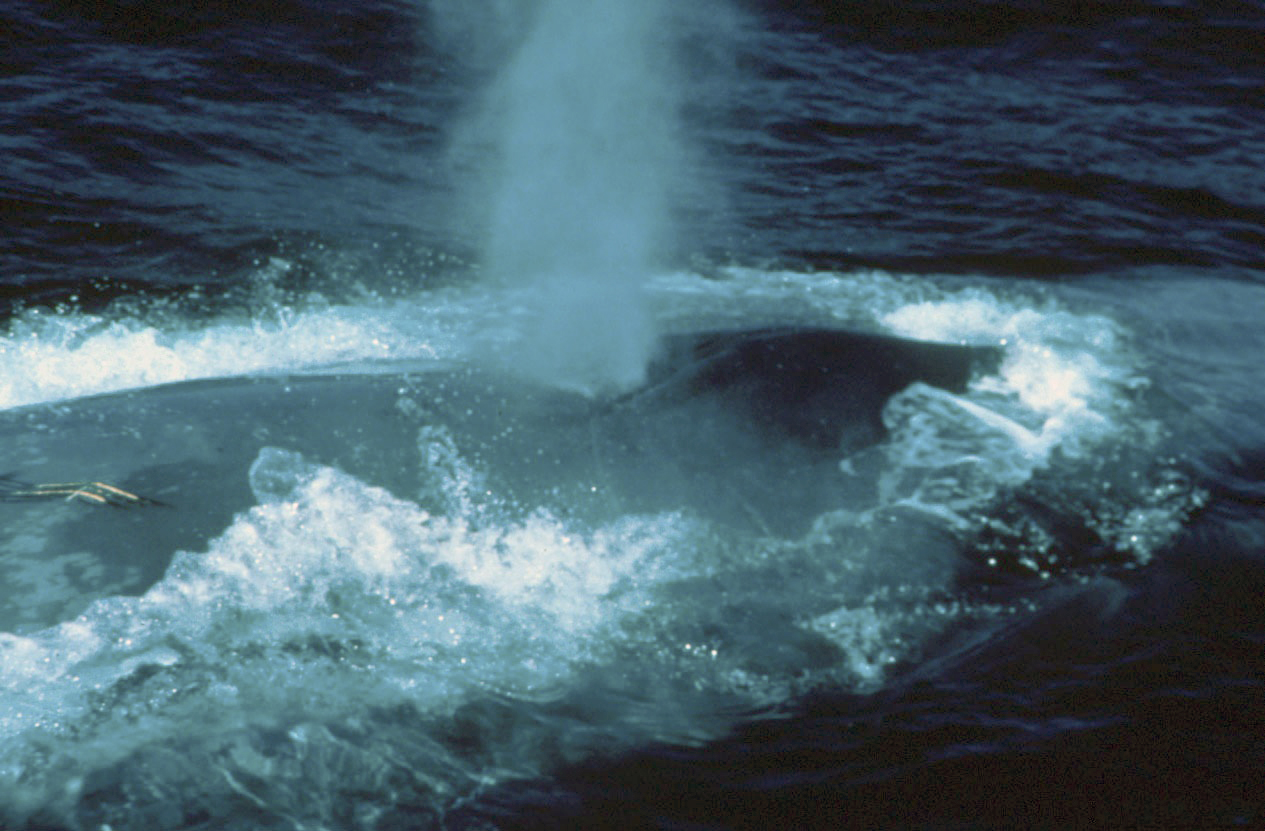
Фонтан синього кита

У синього кита величезне, струнке і витягнуте тіло завдовжки 21—27 м вага від 84 т і більше в дорослої особини. Голова зверху широка і рівна, V-подібна з дуже вигнутою в сторони нижньою щелепою. Збоку має плаский вигляд. Дихало помітно не виступає. З кожного боку верхньої щелепи має чорні пластини (так званий «китовий вус»). Грудні плавники вузькі та загострені. Хвостове стебло широке із зазубленим краєм. Має 55—68 підщелепних горлових складок.
Тіло синювато-сіре із сірими плямами різної величини та форми. Голова і нижня щелепа темні, спина і боки світліші.
Дихало смугача має два отвори, які можуть викидати повітря з легень разом з крапельками води та слизу на висоту близько 9,1—12,2 метра. «Фонтан» синього кита на повітрі щільний (не розпорошений), формою нагадує витягнутий вузький конус, перекинутий верхом униз.

### Розміри
Самиці синіх китів, у середньому крупніші за самців. Гідродинамічні моделі показують, що синій кит не може перевищувати 33 метри через метаболічні та енергетичні обмеження.
Середня довжина статевозрілих самок становить 22 метри для східної частини північного Тихого океану, 24 метри для центральної та західної частини північного Тихого океану, 21—24 метри для північноатлантичних підвидів, 25,4—26,3 метра для антарктичних підвидів, 23,5 метра для чилійських та 21,3 метра для карликових синіх китів (Balaenoptera musculus brevicauda).
У Північній півкулі самці важать в середньому 100, а самиці — 112 тонн. Антарктичні самці в середньому важать 112 тонн, а самки — 130. Вага самців карликового синього кита в середньому становить від 83,5 до 99 тонн. Рекордна вага синього кита становила 173 тонни, а за деякими оцінками — до 199 тонн.

## Спосіб життя

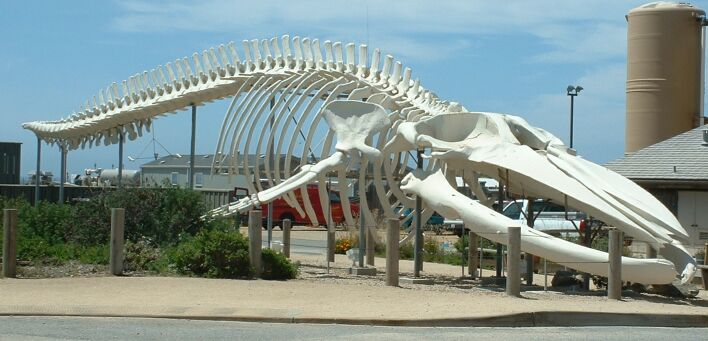
Скелет

Мешкає переважно далеко від берегів. Невеликі скупчення іноді утворює в місцях концентрації планктону, зберігаючи при цьому характерні дрібні групи. Переміщається зі швидкістю 6—8 миль за годину, часто міняючи напрямок. Під час переслідування йде по прямій зі швидкістю до 15 миль за годину, даючи невеликі фонтани кожні 30—40 с.
У спокійному стані тримається під водою 10—12 хвилин. Після глибокого занурення на поверхні з'являється зазвичай верхівка голови з дихальцем. Викинувши фонтан води, синій кит поволі й плавно згинає широку спину. Мініатюрний спинний плавник з'являється, коли голова і передня частина спини вже ховаються під водою. Кит інколи виставляє хвостовий плавник у формі півкола.
У популяції китів у Північній Атлантиці зафіксована гібридизація з фінвалами з народженням гібридів, здатних давати потомство. Внаслідок цього близько 3,5 відсотків генетичних послідовностей у популяції походять від фінвалів.

## Поширення
Зараз у північно-західній частині Тихого океану рідкісний. Може траплятися в Беринговому і Чукотському морях, у районі Командорських, Алеутських островів і Курильської гряди. Раніше в Беринговому морі був дуже поширений, траплявся в Анадирській затоці й заходив в Чукотському морі до мису Серце-Камінь. В Японському морі відсутній.
Також зменшення популяції пояснюється тим, що кити посилають сигнали, що дають їм знати куди плисти. Якщо сигнал повертається назад, кит пливе в іншому напрямку. Якщо ж сигнал не повертається, кит дотримується вказаного напрямку. Тому часто трапляється таке, що кити врізаються у пологі береги островів і материків.

## Чисельність
Сучасну чисельність оцінюють у 10—25 тис. особин, що становить лише 3—11 % від розміру популяції виду 1911 року. Упродовж останніх десятиліть чисельність зростає.

## Охорона
Раніше було поширене масове винищення синіх китів заради м'яса і китового жиру. Зараз китобиття на китів цього і багатьох інших видів китів суворо заборонено.
Особливо, охороною китів займається міжнародна екологічна організація Грінпіс. Одне з досягнень цієї організації це охорона китів, та, зокрема, синіх китів.